# Yuzuru Yoshimura
Yuzuru Yoshimura (japanisch 吉村 弦 Yoshimura Yuzuru; * 21. Mai 1996 in der Präfektur Osaka) ist ein japanischer Fußballspieler.

## Karriere
Yoshimura erlernte das Fußballspielen in der Jugendmannschaft von Gamba Osaka und der Universitätsmannschaft der Dōshisha-Universität. Seinen ersten Vertrag unterschrieb er 2019 beim AC Nagano Parceiro. Der Verein aus Nagano spielte in der dritten japanischen Liga, der J3 League. Für Nagano bestritt er 64 Drittligaspiele. Im Januar 2022 wechselte er in die zweite Liga. Hier schloss er sich Blaublitz Akita aus Akita an.